# Puig de Maçaneda
El Puig de Maçaneda és una muntanya de 168 metres que es troba al municipi de Bàscara, a la comarca catalana de l'Alt Empordà.